# Portefeuille de crypto-monnaie

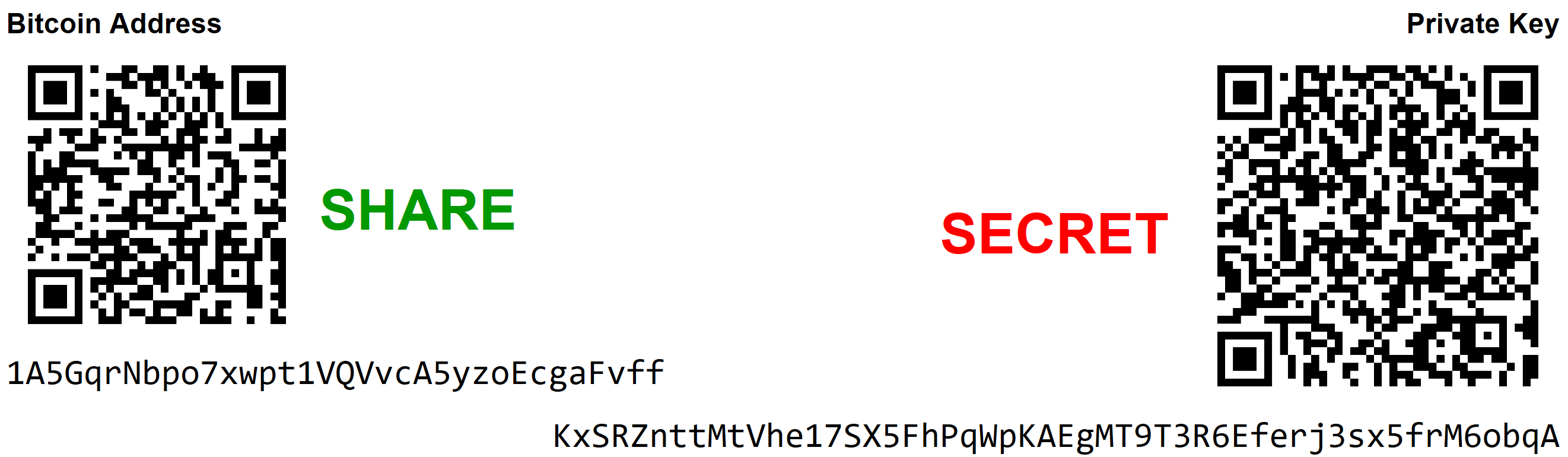
Un exemple de portefeuille bitcoin imprimable sur papier composé d'une adresse bitcoin pour la réception et de la clé privée correspondante pour les dépenses.

Un portefeuille de crypto-monnaie est un dispositif, support physique, programme ou service qui stocke les clés publiques et / ou privées et peut être utilisé pour suivre la propriété, recevoir ou dépenser des crypto-monnaies. Cependant, la crypto-monnaie elle-même n'est pas dans le portefeuille. En effet, dans le cas du bitcoin et des crypto-monnaies qui en dérivent, la crypto-monnaie est stockée de manière décentralisée et conservée dans un registre distribué accessible au public appelé la blockchain.

## Fonctionnement
Un portefeuille de crypto-monnaie, comparable à un compte bancaire, contient une paire de clés cryptographiques publiques et privées. Une clé publique permet à d'autres portefeuilles d'effectuer des paiements à l'adresse du portefeuille, tandis qu'une clé privée permet de dépenser de la crypto-monnaie à partir de cette adresse.

## Types de portefeuille
Les portefeuilles peuvent être des applications numériques ou basés sur du matériel, on parle alors de hardware wallet. La clé privée est soit laissée à la charge de l'utilisateur (portefeuilles non hébergés), soit elle est stockée à distance (portefeuilles hébergés) et les transactions sont autorisées par un tiers.

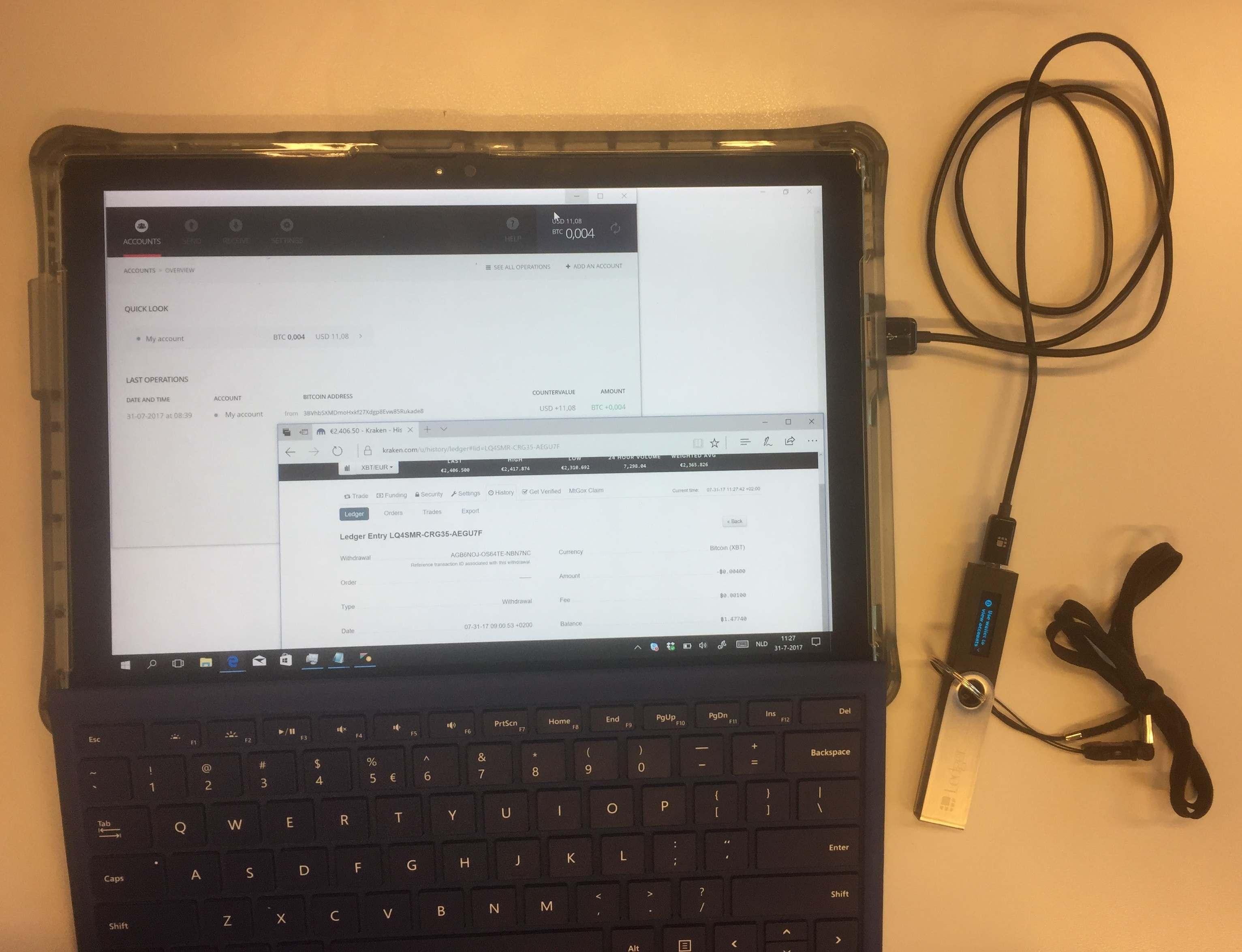
Une transaction Bitcoin depuis un échange de cryptomonnaies vers un portefeuille matériel (Ledger Nano S).

### Portefeuille multisignature
Les portefeuilles multisignatures nécessitent que plusieurs parties signent une transaction pour qu'elle puisse être validée (et donc que l'argent numérique puisse être dépensé). Les portefeuilles multisignatures sont conçus pour offrir une sécurité accrue.

### Dérivation de clé

#### Portefeuille déterministe
Avec un portefeuille déterministe, une seule clé peut être utilisée pour générer un arbre entier de paires de clés. Cette clé unique sert de racine à l'arbre. La phrase mnémotechnique générée ou graine (seed) est simplement une façon plus lisible par l'homme d'exprimer la clé utilisée comme racine, car elle peut être convertie par algorithme en clé privée racine. Ces mots, dans cet ordre, généreront toujours exactement la même clé racine. Par exemple, sur le réseau de Blockchain publique Ethereum (qui s'appuie sur des portefeuilles déterministe), la phrase mnémothechnique pourrait comprendre 12 mots comme : "crime guard diary maple around goat prepare affair equip gun wasp evidence", qui renvoie à l'adresse publique Ethereum "0x8F3e32453A32C412D2ff51C3b4A25Db618469842".
Cette clé racine unique ne remplace pas toutes les autres clés privées, mais est plutôt utilisée pour les générer. Toutes les adresses ont toujours des clés privées différentes, mais elles peuvent toutes être restaurées par cette clé racine unique. Les clés privées de chaque adresse  en dérivant peuvent être recalculées en fonction de la clé racine. Cette clé racine, à son tour, peut être recalculée en introduisant le mot graine. La phrase mnémonique est la sauvegarde du portefeuille. Si un portefeuille prend en charge la même technique (phrase mnémotechnique), la sauvegarde peut également être restaurée sur un autre portefeuille logiciel ou matériel.
La norme BIP-39 crée une graine de 512 bits à partir de n'importe quel séquence mnémotechnique donnée. L'ensemble des portefeuilles possibles est de 2512. Chaque phrase secrète mène à un portefeuille valide. Si le portefeuille n'a pas été utilisé auparavant, il sera vide.

#### Portefeuille non déterministe
Dans un portefeuille non déterministe, chaque clé est générée aléatoirement de son propre gré, et elles ne sont pas issues d'une clé commune. Par conséquent, toutes les sauvegardes du portefeuille doivent stocker chaque clé privée unique utilisée comme adresse, ainsi qu'un tampon de 100 ou plus de clés futures qui ont peut-être déjà été fournies comme adresses mais n'ont pas encore reçu de paiements.

#### Régulation
Le Parlement européen a voté pour faire avancer de nouvelles règles anti-blanchiment d'argent qui obligeraient les fournisseurs européens de services d'actifs cryptographiques à collecter et à vérifier les informations sur les bénéficiaires effectifs de tous les portefeuilles "non hébergés".